# レザー・ナザルアーハーリー
レザー・ナザルアーハーリー（ペルシア語: رضا نظرآهاری Rezā Nazarāhārī、英語: Reza Nazarahari / Reza Nazar Ahari、1962年 - ）は、イランの外交官、国際関係論学者。
2006年から2009年にかけて、駐フィンランド・イラン大使（駐エストニア大使を兼任）。2012年から2017年にかけて駐日イラン大使。

## 学歴
- 1989年 - 国際関係学院（ペルシア語版、英語版）（SIR）国際関係学科 卒業[2]
- 1991年 - イスラーム自由大学（アーザード大学、IAU）政治学 修士課程修了[2]
- 1995年 - ケント大学政治思想学部 博士号取得[2]

## 駐日イラン大使として
2012年9月5日、駐日イラン大使として着任。同年11月27日、皇居で信任状を捧呈。
2013年、日章丸事件を題材とした小説『海賊とよばれた男』の著者百田尚樹を囲む会が駐日イラン大使館で開かれた。この会の席上、ナザルアーハーリー大使は同作品に非常に感銘を受けた旨を表明した上で、「膨大な資料を綿密に調べ、史実に基づく、感動的な出来栄えとなっており、イラン国内でも紹介されるよう、ペルシャ語の翻訳を進めたい」との意見を述べた。
2014年には、日本で常設のペルシア語学科を持つ東京外国語大学と大阪大学外国語学部（旧・大阪外国語大学）の両校を訪問し、各キャンパス内で講演を行った。また、講演とは別に、文化祭でのペルシア語劇を観賞するために改めて東京外国語大学を訪問している。
広島市に対して行われた民間人の居住地に対する史上初の原爆投下からちょうど70年後の2015年8月6日、広島で開かれた平和記念式典に参列して、犠牲者に哀悼の意を捧げて献花した。そして3日後の8月9日には、長崎市への原子爆弾投下から70年目となる平和祈念式典に参列し、広島と同様に原爆の犠牲者への哀悼の意を表して献花を行った。加えて、後先が逆になるが、2013年と2014年にも広島の平和記念式典に参列している。